# Корофіна (футбольний клуб)
Футбольний клуб «Корофіна» (фр. Association Sportive Korofina) — малійський професійний футбольний клуб, який базується в місті Бамако. Клуб заснований у 1960-х роках, з 2006 року грає під сучасною назвою, і проводить домашні матчі на стадіоні «Стад Модібо Кейта» місткістю 35 тисяч глядачів. «Корофіна» грає в Прем'єр-дивізіоні Малі, клуб жодного разу не був чемпіоном країни та володарем Кубку Малі, найвищим місцем команди в чемпіонаті країни було 3-тє місце в групі В в сезоні 2021 року.